# Miranda Kerr
Miranda May Kerr (* 20. dubna 1983 Sydney) je australská topmodelka.
V roce 2007 jako první Australanka podepsala smlouvu se značkou spodního prádla Victoria's Secret.
Od roku 2007 byl jejím partnerem anglický herec Orlando Bloom. Dvojice se v létě 2010 v tajnosti vzala. V lednu 2011 se jim narodil syn Flynn Christopher. Manželství skončilo roku 2013 rozvodem. O dva roky později se začala objevovat po boku o sedm let mladšího amerického miliardáře Evana Spiegela. V květnu 2017 se vzali a mají spolu syny Harta (* 2018), Mylese (* 2019) a Pierra (* 2024).